# Liam Walker
Liam Walker, né le 13 avril 1988 à Gibraltar, est un footballeur international gibraltarien à l'Europa FC.

## Biographie

### Club
Le 25 juillet 2017, il rejoint Notts County.

### Sélection
Liam Walker est convoqué pour la première fois par le sélectionneur national Allen Bula pour un match amical face à la Slovaquie le 19 novembre 2013, qui se solde par un score nul et vierge (0-0), ce qui constitue déjà une performance.